# 流血の谷

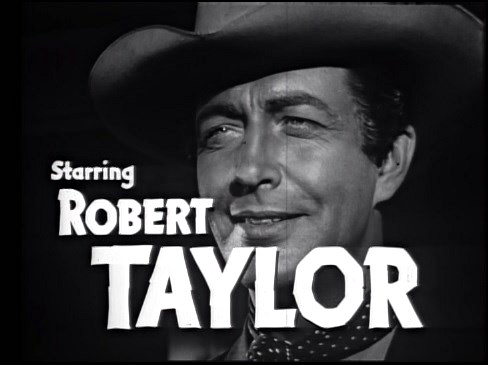
ロバート・テイラー（『流血の谷』予告編から）

『流血の谷』（りゅうけつのたに、Devil's Doorway）とは、1950年に公開されたアメリカ合衆国の映画。監督はアンソニー・マン、主演はロバート・テイラー。南北戦争で名誉勲章を受けたインディアン青年が故郷に帰ると、そこにはインディアンへの偏見と理不尽な法律が待ち受けていた。社会的テーマに真正面から向かい合った異色西部劇。

## あらすじ
ショショーニ族の若者ランス・プールは南北戦争で輝かしい勲功をたてた後、生まれ故郷のワイオミング州メディスン・ボウに戻ってくる。しかし、歓迎されるどころか、白人から理不尽な差別を受ける。
さらに法律（ホームステッド法）はランスの父親の所有していた広大な土地まで奪ってしまう。
ランスは弁護士のオリー・マスターズに頼んで、土地を取り戻そうとする。しかし、オリーも若くて女性というだけで差別される。
立ち退きを迫る弁護士クーランと白人牧畜業者相手に、ランスはついに戦うことを決意するが――。

## キャスト
- ランス・プール - ロバート・テイラー
- クーラン - ルイス・カルハーン
- オリー・マスターズ - ポーラ・レイモンド
- ロッド・マクドゥーガル - マーシャル・トンプソン（英語版）
- レッド・ロック - ジェームズ・ミッチェル (俳優)（英語版）
- ジーク・カーモディ - エドガー・ブキャナン（英語版）
- マスターズ夫人 - スプリング・バイイントン

## 興行成績
MGMによると、アメリカ合衆国とカナダで1,349,000ドル、それ以外で747,000ドルの興行収入が出たため、差し引き25,000ドルの収益になった

## 評価
ボズレー・クラウザーはこの映画のことを「とてつもない（whopping）アクション映画」と呼んだ。「『流血の谷』は、ちょっと前に公開された20世紀フォックスの『折れた矢』と似た（白人にとって）自虐的な西部劇だ。インディアンを演じたことで観客はロバート・テイラーに不快感を持つかもしれないが、力演であることは疑いない。まったく、ステレオタイプにはまらない唯一無二の役だ。他の演技者も西部劇映画お決まりの役ではあるが素晴らしい演技を見せてくれている」。